# Sant'Urbano
Sant'Urbano é uma comuna italiana da região do Vêneto, província de Pádua, com cerca de 2.253 habitantes. Estende-se por uma área de 31 km², tendo uma densidade populacional de 73 hab/km². Faz fronteira com Barbona, Granze, Lendinara (RO), Lusia (RO), Piacenza d'Adige, Vescovana, Vighizzolo d'Este, Villa Estense.

## Demografia
| Variação demográfica do município entre 1861 e 2011                               |
|                                                                                   |
| Fonte: Istituto Nazionale di Statistica (ISTAT) - Elaboração gráfica da Wikipedia |